# Tamara Murcia
Tamara Murcia (30 de octubre de 1998) es una deportista de Francia que compite en atletismo. Ganó una medalla de plata en el Campeonato Mundial de Atletismo Sub-20 de 2016, en la prueba de 4 × 100 m.